# 제이. 에드가
《제이. 에드가》(영어: J. Edgar)은 2011년에 공개된 클린트 이스트우드 감독이 감독, 제작, 음악 감독을 맡은 미국의 전기 드라마 영화이다. 각본은 더스틴 랜스 블랙이 맡았고, FBI의 창설자인 J. 에드거 후버의 삶에 대한 전기영화이다. 이 영화에는 레오나르도 디카프리오, 아미 해머, 나오미 왓츠, 조쉬 루카스, 주디 덴치와 에드 웨스트윅가 출연하였다. AFI 영화제에서 2011년 11월 3일 첫 선을 보였고, 2011년 11월 11일 정식 개봉되었다.

## 출연

### 주연
- 레오나르도 디카프리오
- 나오미 왓츠

### 조연
- 아미 해머
- 에드 웨스트윅
- 주디 덴치
- 데이몬 헤리맨
- 리 코코
- 조쉬 루카스
- 스티븐 루트
- 제프리 도노반
- 켄 하워드
- 조쉬 해밀턴
- 쉐릴 로우슨
- 케이틀린 디버
- 브래디 매튜스
- 거너 라이트
- 데이빗 A. 쿠퍼
- 잭 도너
- 조던 브릿지
- 잭 악셀로드
- 제시카 헤트
- 조쉬 스탬버그
- 크리스찬 클레멘슨
- 빌리 스미스
- 마이클 레이디
- 제프 스털츠
- 앨런 나보스
- 라이언 맥파틀린
- 톰 아치디콘
- 마일즈 피셔
- 스티븐 F. 슈미트
- 더모트 멀로니
- 자크 그레니어
- 자니 시코
- 데니스 오헤어
- 카힐 도테이
- 어니스트 하든 주니어
- 로버타 바신
- 스티브 먼로
- 게리 원츠
- 데이빗 클레넌
- 마이클 오닐
- 에밀리 엘린 린드
- 카일 이스트우드
- 리 톰슨
- 아만다 셜
- 제프 콕키
- 제랄드 도니
- 오스틴 베이시스
- 아리 카츠
- 조 케이즈
- 크리스토퍼 샤이어
- 마크 토마슨
- 키스 미들브룩
- 리암 퍼거슨
- 데이비드 힐
- 엘리자베스 카
- 존 윌리엄 킹
- 크리스토퍼 쿄르네스
- 스콧 프리티
- 프랭크 스코자리
- 숀 벨리
- 마이클 클링거

## 기타
- 미술: 제임스 J. 무라카미
- 의상: 데보라 호퍼